# Marko Alaupović
Marko Alaupović (ur. 10 maja 1885 r. w Busovačy; zm. 18 kwietnia 1979 r. w Sarajewie) – bośniacki duchowny katolicki, trzeci arcybiskup metropolita wsczechbośniacki w latach 1960-1970.

## Życiorys
Urodził się w 1885 roku w mieście Busovača, położonym w środkowej Bośni. Po ukończeniu szkoły elementarnej i średniej studiował teologię w Sarajewie. Po ich ukończeniu 15 września 1907 roku otrzymał święcenia kapłańskie. Następnie pracował jako duszpasterz na terenie archidiecezji wszechbośniackiej. W 1913 roku został wysłany na specjalistyczne studia do Rzymu, a dwa lata później do Innsbrucku. 21 sierpnia 1916 roku otrzymał tam stopień naukowy doktora teologii.
21 maja 1950 roku papież Pius XII mianował go biskupem tytularnym Capitolias i sufraganem archidiecezji wszechbośniackiej. Jego konsekracja biskupia miała miejsce 24 września tego samego roku.
7 września 1960 roku papież Paweł VI prekonizował go arcybiskupem metropolitą wszechbośniackim. Uczestniczył on kilka lat potem w obradach i pracach II Soboru Watykańskiego. 13 stycznia 1970 roku w związku z osiągnięciem wieku emerytalnego zrezygnował z kierowania arcybiskupstwem, otrzymując jako biskup senior tytuł arcybiskupa tytularnego Segisama. Zmarł w 1979 roku w Sarajewie w wieku 94 lat i został pochowany w archikatedrze Serca Jezusowego.